# La Paz (departement)
La Paz Department är ett departement i Bolivia, med en area på 133 985 km² och 2 350 466 invånare. Det ligger vid Bolivias västra gräns där det delar Titicacasjön med Peru. Inom departementet ligger Cordillera Real som når omkring 6 600 meter över havet. Nordost om Cordillera Real ligger Yungas, de östliga branterna av Anderna i övergången till Amazonas flodområde. Huvudstad i departementet är La Paz, som även är Bolivias administrativa huvudstad.

## Provinser i La Paz
La Paz är indelat i 20 provinser.
| Provins               | Huvudstad              |  |
| --------------------- | ---------------------- |  |
| Abel Iturralde        | Ixiamas                |  |
| Aroma                 | Sica Sica              |  |
| Bautista Saavedra     | Charazani              |  |
| Caranavi              | Caranavi               |  |
| Eliodoro Camacho      | Puerto Acosta          |  |
| Franz Tamayo          | Apolo                  |  |
| Gualberto Villarroel  | San Pedro de Curahuara |  |
| Ingavi                | Viacha                 |  |
| Inquisivi             | Inquisivi              |  |
| José Manuel Pando     | Santiago de Machaca    |  |
| José Ramón Loayza     | Luribay                |  |
| Larecaja              | Sorata                 |  |
| Los Andes             | Pucarani               |  |
| Manco Kapac           | Copacabana             |  |
| Muñecas               | Chuma                  |  |
| Nor Yungas            | Coroico                |  |
| Omasuyos              | Achacachi              |  |
| Pacajes               | Coro Coro              |  |
| Pedro Domingo Murillo | Palca                  |  |
| Sud Yungas            | Chulumani              |  |